# NGC 3428
NGC 3428 = NGC 3429 ist eine spiralförmige Radiogalaxie vom Hubble-Typ SBb und Sternbild Löwe auf der Ekliptik. Sie ist schätzungsweise 354 Millionen Lichtjahre von der Milchstraße entfernt und hat einen Durchmesser von etwa 160.000 Lichtjahren.

Im selben Himmelsareal befinden sich u. a. die Galaxien NGC 3388, NGC 3417, NGC 3433, NGC 3439.
Das Objekt wurde am 25. März 1865 von Albert Marth entdeckt.